# Discestra lattinii
Discestra lattinii là một loài bướm đêm trong họ Noctuidae.